# Cephalopholis nigripinnis
Mérou tacheté à queue noire
Espèce
Synonymes
- Epinephelus erythraeus (Valenciennes, 1830)
- Epinephelus nigripinnis (Valenciennes, 1828)
- Epinephelus playfairi Bleeker, 1879
- Perca urodeta Forster, 1801
- Perca urodeta Forster, 1844
- Serranus erythraeus Valenciennes, 1830
- Serranus mauritiae Gudger, 1829
- Serranus nigripinnis Valenciennes, 1828

Statut de conservation UICN

 LC  : Préoccupation mineure
Cephalopholis nigripinnis, communément nommé Mérou tacheté à queue noire, est une espèce de poisson marin de la famille des Serranidae.

## Description
C'est un mérou tropical généralement rouge vif. Sa taille maximale est de 28 cm.

## Répartition
Le Mérou tacheté à queue noire est présent dans les eaux tropicales de l'Océan Indien, à l'exclusion de la Mer Rouge.